# Pol Anri
Pol Anri (Gent, 20 april 1865 - aldaar, 21 juli 1953) was een Belgisch journalist.

## Levensloop
Pol Anri werkte na studies aan de Gentse normaalschool als leraar aan de Toneelschool Gent, en later als hoofdonderwijzer in het Laurentinstituut. Hij richtte in Gent ook de eerste gemeentelijke school voor bijzonder lager onderwijs op. Van 1901 tot 1921 was hij directeur van het stedelijk jongensweeshuis.
Daarnaast was Ari ook actief in de journalistiek. Hij schreef onder meer toneelstukken en jeugdverhalen voor Het Laatste Nieuws en Het Volksbelang. In het interbellum was hij eindredacteur van het literaire blad De Vlaamse Gids. 